# Carpodacus
A Carpodacus a madarak osztályának verébalakúak (Passeriformes) rendjébe a pintyfélék (Fringillidae) családjába és a kúpcsőrűek (Carduelinae) alcsaládjába tartozó nem.

## Rendszerezésük
A nemet Johann Jakob Kaup német természettudós írta le 1829-ben, az alábbi fajok tartoznak ide:
- karmazsinpirók (Carpodacus erythrinus)
- vérsüvöltő (Carpodacus sipahi)
- bonin-szigeteki meggyvágó (Carpodacus ferreorostris vagy Chaunoproctus ferreirostris) - kihalt
- hegyvidéki pirók (Carpodacus rubicilloides)
- kaukázusi pirók (Carpodacus rubicilla)
- Carpodacus grandis
- vörösköpenyes pirók (Carpodacus rhodochlamys)
- pompás pirók (Carpodacus pulcherrimus)
- Carpodacus davidianus
- Carpodacus waltoni
- rózsáshasú pirók (Carpodacus rodochroa)
- Edwards-pirók (Carpodacus edwardsii)
- foltos pirók (Carpodacus rodopeplus)
- Carpodacus verreauxii
- rubinpirók (Carpodacus vinaceus)
- tajvani pirók (Carpodacus formosanus)
- sivatagi pirók (Carpodacus synoicus)
- fakó pirók (Carpodacus stoliczkae)
- Roborowski-pirók (Carpodacus roborowskii)
- Sillem-pirók (Carpodacus sillemi)
- hosszúfarkú pirók (Carpodacus sibiricus)
- rózsás pirók (Carpodacus roseus)
- örvös pirók (Carpodacus trifasciatus)
- barnásfehér pirók (Carpodacus thura)
- Carpodacus dubius
- sziklai pirók (Carpodacus puniceus)
- bíborhomlokú pirók (Carpodacus subhimachalus)